# بيير جوغيه
بيير جوغيه (بالفرنسية: Pierre Jouguet)‏ ـ (14 مايو 1869 ـ 9 يوليو 1949) هو عالم مصريات وفقيه لغوي كلاسيكي فرنسي. عمل أستاذًا لعلم البرديات بجامعة السوربون في الفترة من 1920 إلى 1933، ثم صار أستاذًا بجامعة فؤاد الأول (جامعة القاهرة حاليًا) في الفترة من 1937 إلى 1949.